# 大和櫻笙
大和 櫻笙（やまと おうしょう、1977年（昭和52年）2月15日 - ）は、大和楽の三味線方で三代目家元。本名は浮田久実。

## 人物
東京都港区出身。初舞台は2歳。
堀越高等学校普通科芸能コース卒業後、1996年東京芸術大学音楽学部邦楽科に長唄三味線専攻で入学。在学中に浄観賞を受賞。
1998年に大和楽を創設した大倉家より大和櫻笙の名を許される。
2000年同大学を卒業後、本格的に大和楽三味線の修行を始める。2008年宗家藤間流八世宗家、藤間勘十郎と「櫻舟(さくらぶね)」を結成。2010年、日本伝統文化振興財団財団賞を受賞。2012年、大和楽三代目家元を襲名。
2016年、日本人初イギリス、グローブ座にて三味線を生演奏。　
2023年、国立劇場にて大和楽創設90周年記念・大和櫻笙三代目家元10周年記念演奏会を開催。
主に日本舞踊の地方として国立劇場など全国の劇場に出演し、作曲活動もしている。
テレビ、ラジオ、映画音楽にも出演。キングレコードよりCDアルバム12枚をリリース。